# Eccellenza Lazio 2019-2020
Il campionato italiano di calcio di Eccellenza regionale 2019-2020 è stato il 29º organizzato in Italia. Rappresenta il quinto livello del calcio italiano. La stagione regolare è iniziata l'8 settembre 2019 e terminata anticipatamente il 1º marzo 2020 a causa della pandemia di COVID-19 in Italia.. 
Tutte le squadre iscritte al campionato di Eccellenza hanno diritto a partecipare alla fase regionale della Coppa Italia Dilettanti Lazio.

## Stagione

### Aggiornamenti
Ad inizio stagione il Comitato Regionale dirama il comunicato con il quale annuncia gli organici della stagione in corso. Di seguito le novità:
- La neoretrocessa Anagni e il Pomezia vengono ammesse in Serie D 2019-2020 a completamento di orgnanico[3].
- La neoretrocessa Lupa Roma e la Valle del Tevere non si iscrivono al campionato, di fatto cessando ogni attività[4]
- Il Lavinio Campoverde si fonde con il Dilettanti Falsche, cambiano nome e colori sociali. La nuova compagine si iscrive al campionato con il nome di Falaschelavinio[5][6].
- La Cavese si fonde con la SPES 1908 iscrivendosi al campionato con il nome di Atletico Lodigiani, con sede a Monte Compatri[5][7].
- il Bricofer Casal Barriera si fonde con il Morlupo iscrivendosi con il nome di Casal Barriera[5].
- La neopromossa Mistral Città di Gaeta cambia denominazione in A.S.D. Gaeta 2010 mutando i propri colori sociali in bianco e rosso[5][8].
- La Pro Cisterna, dopo l'acquisizione del titolo del Latina Scalo Sermoneta appena retrocesso, ottiente il ripescaggio a completamento di organici e si iscrive con il nome di A.S.D. Pro Cisterna LS Sermoneta[9].

A completamento di organico vengono ripescate quindi dalla Promozione 5 squadre (il Palestrina, il Pontinia, la Monti Cimini, l'Aranova, il Formia e la Città di Paliano).

### Formula
In materia di promozioni e retrocessioni fa fede il Comunicato Ufficiale del Comitato Regionale Lazio.

#### Promozioni
Verranno promosse nel campionato di Serie D 2020-2021 le squadre che si classificano al primo posto nei rispettivi gironi del Campionato di Eccellenza. 
Le seconde classificate parteciperanno ai play-off nazionali secondo le modalità di svolgimento fissate dal Consiglio Direttivo della LND.

#### Retrocessioni
Retrocederanno nel Campionato di Promozione Lazio 2020-2021 quattro squadre per ciascun girone.
Le squadre classificate al 17º e 18º posto dei rispettivi gironi del Campionato di Eccellenza retrocederanno direttamente nel Campionato di Promozione.
Le ulteriori due squadre verranno individuate mediante la disputa di gare di play-out,così articolate:
le squadre classificate al 13º, 14º, 15º e 16º posto verranno abbinate tra loro (13ª classificata/16ª classificata; 14ª classificata/15ª
classificata) e si scontreranno in gara unica ad eliminazione diretta, da disputarsi in casa della squadra con la migliore posizione di classifica. Le due squadre vincitrici avranno titolo alla permanenza nel prossimo Campionato di Eccellenza. I play-out non si svolgeranno se tra le due squadre designate risulterà un divario superiore a 8 punti in classifica.

### Avvenimenti
A causa della pandemia di COVID-19 in Italia, il Comitato Regionale, il 5 marzo 2020, ha deciso di sospendere tutte le attività agonistiche in un primo momento fino al 15 marzo, stop poi prolungato fino al 14 giugno ed infine, il 21 maggio, ha deciso per lo sospensione definitiva del torneo.
A seguito della sospensione definitiva dei campionati, la Lega Nazionale Dilettanti ha riformulato, in data 8 giugno, le modalità di promozione e retrocessione per i campionati di eccellenza: promozione diretta in Serie D per le prime classificate di ogni girone mentre retrocedono in Promozione l'ultima di ogni girone, eliminando così la fase dei play-out..

La disputa dei play-off nazionali è stata annullata. I posti vacanti sono stati assegnati tramite una speciale graduatoria in cui non son rientrate le compagini laziali.

## Girone A
Di seguito il girone A organizzato dal comitato regionale della regione Lazio.

### Squadre partecipanti
| Club                             | Città (provincia)        | Stadio                                                        | Stagione precedente                             |
| -------------------------------- | ------------------------ | ------------------------------------------------------------- | ----------------------------------------------- |
| A.S.D. Anzio Calcio 1924         | Anzio (RM)               | Stadio Massimo Bruschini, Anzio                               | 20º posto in Serie D girone G, retrocessa       |
| A.S.D. Aranova                   | Aranova, Fiumicino (RM)  | Le Muracciole "A", Fiumicino                                  | 3º in Promozione girone A, ripescato            |
| A.S.D. Boreale Donorione         | Roma                     | Don Orione "A", quartiere Camilluccia, Municipio Roma XV      | 8º posto in Eccellenza girone B                 |
| A.S.D. Civitavecchia Calcio 1920 | Civitavecchia (RM)       | Vittorio Tamagnini, Civitavecchia                             | 14º posto in Eccellenza girone A                |
| A.S.D. Corneto Tarquinia         | Tarquinia (VT)           | Liviano Bonelli, Tarquinia                                    | 1º posto in Promozione Lazio girone A, promossa |
| S.S.D. Cynthia 1920              | Genzano di Roma (RM)     | Bruno Abbatini, Genzano di Roma                               | 12º posto in Eccellenza girone A                |
| SSDARL Eretum Monterotondo       | Monterotondo (RM)        | Fausto Cecconi, Monterotondo                                  | 5º posto in Eccellenza girone A                 |
| A.S.D. Falaschelavinio           | Nettuno (RM)             | Villa Claudia, Anzio                                          | 14º posto in Eccellenza girone B                |
| P.D. Montespaccato               | Roma                     | "Montespaccato", quartiere Montespaccato, Municipio Roma XIII | 6º posto in Eccellenza girone A                 |
| SSDARL Ottavia                   | Roma                     | Ivo Di Marco, quartiere Ottavia, Municipio Roma XIV           | 12º posto in Eccellenza girone B                |
| A.S.D. Polisportiva Monti Cimini | Vignanello (VT)          | Comunale, Vignanello                                          | 4º in Promozione girone A, ripescato            |
| A.S.D. Real Monterotondo Scalo   | Monterotondo (RM)        | Ottavio Pierangeli, Monterotondo Scalo                        | 3º posto in Eccellenza girone A                 |
| A.S.D. Sporting Genzano          | Genzano di Roma (RM)     | Luciano Iori, Nemi                                            | 7º posto in Eccellenza girone A                 |
| A.S.D. Tivoli Calcio 1919        | Tivoli (RM)              | Stadio Olindo Galli                                           | 1º posto in Promozione Lazio girone B, promossa |
| A.S.D. Unipomezia 1938           | Pomezia (RM)             | Comunale, Pomezia                                             | 8º posto in Eccellenza girone A                 |
| A.S.D. P. Vigor Perconti         | Roma                     | Vigor C.S. "A", quartiere Colli Aniene, Municipio Roma IV     | 11º posto in Eccellenza girone B                |
| A.S.D. Villalba Ocres Moca 1952  | Guidonia Montecelio (RM) | Centro Sportivo Ocres Moca, Villalba                          | 11º posto in Eccellenza girone A                |
| A.S.D. Virtus Nettuno            | Nettuno (RM)             | C.Ma. Nuovo Primavera, Aprilia                                | 9º posto in Eccellenza girone B                 |

### Classifica finale
Fonte:
|  | Pos. | Squadra                 | Pt | G  | V  | N  | P  | GF | GS | DR  |
|  | ---- | ----------------------- | -- | -- | -- | -- | -- | -- | -- | --- |
|  | 1.   | Montespaccato           | 53 | 25 | 16 | 5  | 4  | 63 | 30 | +22 |
|  | 2.   | Real Monterotondo Scalo | 50 | 25 | 15 | 5  | 5  | 51 | 31 | +20 |
|  | 3.   | Tivoli                  | 47 | 25 | 13 | 8  | 4  | 40 | 25 | +15 |
|  | 4.   | Civitavecchia           | 44 | 25 | 12 | 8  | 5  | 48 | 28 | +20 |
|  | 5.   | Eretum Monterotondo     | 40 | 25 | 11 | 7  | 7  | 41 | 33 | +8  |
|  | 6.   | Unipomezia              | 38 | 25 | 9  | 11 | 5  | 48 | 33 | +15 |
|  | 7.   | Monti Cimini            | 38 | 25 | 10 | 8  | 7  | 42 | 35 | +7  |
|  | 8.   | Villalba Ocres Moca     | 34 | 25 | 8  | 10 | 7  | 38 | 42 | -4  |
|  | 9.   | Corneto Tarquinia       | 31 | 25 | 7  | 10 | 8  | 40 | 49 | -9  |
|  | 10.  | Aranova                 | 31 | 25 | 8  | 7  | 10 | 46 | 47 | -1  |
|  | 11.  | Anzio                   | 30 | 25 | 8  | 6  | 11 | 31 | 37 | -6  |
|  | 12.  | Ottavia                 | 29 | 25 | 8  | 5  | 12 | 39 | 53 | -14 |
|  | 13.  | Vigor Perconti          | 28 | 25 | 7  | 7  | 11 | 27 | 35 | -8  |
|  | 14.  | Boreale Donorione       | 26 | 25 | 6  | 8  | 11 | 29 | 39 | -10 |
|  | 15.  | Falaschelavinio         | 26 | 25 | 6  | 8  | 11 | 38 | 55 | -17 |
|  | 16.  | Sporting Genzano        | 25 | 25 | 6  | 7  | 12 | 28 | 37 | -9  |
|  | 17.  | Virtus Nettuno          | 19 | 25 | 4  | 7  | 14 | 25 | 48 | -23 |
|  | 18.  | Cynthia                 | 17 | 25 | 2  | 11 | 12 | 28 | 45 | -17 |

Legenda:
      Promossa in Serie D 2020-2021.
      Retrocesse in Promozione Lazio 2020-2021.
Regolamento:
Tre punti a vittoria, uno a pareggio, zero a sconfitta.
In caso di arrivo a pari punti vale la classifica avulsa (escludendo il 1º, il 2º ed il 17º posto, per i quali è previsto uno spareggio).

### Risultati

#### Tabellone
I match non disputati sono tutti stati annullati, come deciso dal Consiglio Federale della FIGC, a causa della pandemia di COVID-19.
|                         | Anz  | Ara  | Bor  | Civ  | Cor  | Cyn  | EMo  | Fal  | Msp  | MCi  | Ott  | RMS  | SGe  | Tiv  | Uni  | VPe  | Vil  | VNe  |
| ----------------------- | ---- | ---- | ---- | ---- | ---- | ---- | ---- | ---- | ---- | ---- | ---- | ---- | ---- | ---- | ---- | ---- | ---- | ---- |
| Anzio                   | –––– | 0-0  | 2-1  | 1-0  | 3-0  | 5-1  | n.d. | 2-0  | 0-3  | 1-1  | 1-3  | 0-3  | n.d. | 0-1  | 1-0  | n.d. | n.d. | 3-0  |
| Aranova                 | 3-2  | –––– | 0-1  | 0-1  | n.d. | 2-2  | 2-1  | n.d. | 2-4  | 3-4  | n.d. | 2-2  | 2-3  | 0-1  | 2-1  | 4-1  | 2-1  | n.d. |
| Boreale Donorione       | 2-3  | 0-2  | –––– | 1-2  | 1-1  | 0-0  | 1-2  | n.d. | n.d. | 1-1  | 1-1  | 0-3  | 2-3  | 2-3  | n.d. | 2-0  | 1-1  | n.d. |
| Civitavecchia           | 2-0  | n.d. | 1-1  | –––– | 3-1  | 1-1  | 1-2  | 5-2  | n.d. | n.d. | 5-0  | n.d. | 1-1  | 1-2  | 1-4  | 1-1  | n.d. | 4-1  |
| Corneto Tarquinia       | 3-2  | 5-2  | 3-1  | 1-1  | –––– | 3-2  | n.d. | 3-3  | 2-3  | 0-4  | 4-4  | 0-4  | n.d. | n.d. | 0-0  | n.d. | 3-2  | 1-1  |
| Cynthia                 | 0-0  | 4-3  | 1-1  | 0-3  | 1-2  | –––– | 1-1  | n.d. | 0-1  | 0-1  | n.d. | 0-1  | 3-3  | 1-1  | n.d. | 3-1  | 0-2  | n.d. |
| Eretum Monterotondo     | 4-1  | n.d. | n.d. | n.d. | 1-1  | n.d. | –––– | 5-1  | 3-1  | 2-1  | n.d. | 1-2  | 2-1  | 2-3  | 1-1  | 0-0  | 1-1  | 2-1  |
| Falaschelavinio         | n.d. | 3-2  | 1-2  | 0-2  | n.d. | 2-2  | 0-0  | –––– | n.d. | n.d. | 1-0  | 2-2  | 1-2  | n.d. | 2-3  | 2-1  | 3-2  | 2-1  |
| Montespaccato           | n.d. | 2-2  | 0-1  | 1-1  | 1-1  | 4-1  | 3-1  | 6-1  | –––– | n.d. | 2-3  | 4-1  | n.d. | 1-0  | 2-2  | 3-1  | n.d. | 3-1  |
| Monti Cimini            | 1-1  | 2-2  | 2-1  | 2-2  | 2-0  | 2-1  | 2-3  | 2-2  | 3-2  | –––– | 4-2  | n.d. | n.d. | 0-1  | 0-0  | n.d. | n.d. | 0-1  |
| Ottavia                 | n.d. | 2-3  | 1-2  | n.d. | n.d. | 3-2  | 1-2  | 2-2  | 1-6  | 3-0  | –––– | 0-2  | 2-1  | n.d. | 3-2  | 1-0  | 2-2  | n.d. |
| Real Monterotondo Scalo | 3-1  | 1-1  | n.d. | 2-2  | 3-2  | 1-0  | 2-1  | n.d. | n.d. | 1-3  | 1-3  | –––– | 2-1  | 1-0  | n.d. | 3-1  | 4-0  | 3-1  |
| Sporting Genzano        | 2-0  | n.d. | n.d. | 0-1  | 2-2  | n.d. | 0-1  | 0-2  | 0-0  | 1-2  | 2-1  | n.d. | –––– | 0-1  | 0-1  | 0-0  | n.d. | 0-3  |
| Tivoli                  | 2-2  | n.d. | 4-0  | n.d. | 0-0  | n.d. | n.d. | 2-1  | 1-2  | 1-1  | 3-0  | 2-1  | 2-0  | –––– | 2-2  | n.d. | 0-0  | 1-1  |
| Unipomezia              | n.d. | 3-2  | 1-1  | n.d. | n.d. | 1-1  | 3-1  | 4-1  | n.d. | n.d. | 3-0  | 1-1  | 2-2  | 4-1  | –––– | 2-2  | 1-1  | 6-1  |
| Vigor Perconti          | 2-0  | n.d. | n.d. | 0-3  | 1-2  | n.d. | 0-0  | 2-1  | 1-3  | 1-0  | n.d. | n.d. | 0-1  | 1-1  | 3-1  | –––– | 1-1  | 2-0  |
| Villalba Ocres Moca     | 0-0  | 0-0  | n.d. | 3-2  | 2-0  | n.d. | 3-2  | 3-3  | 1-3  | 3-2  | 2-1  | n.d. | 2-1  | 2-5  | n.d. | 1-3  | –––– | 1-0  |
| Virtus Nettuno          | n.d. | 1-3  | 1-3  | 1-2  | n.d. | 1-1  | n.d. | 0-0  | 0-3  | n.d. | 0-0  | 3-2  | 2-2  | n.d. | 2-0  | 0-2  | 2-2  | –––– |

## Girone B
Di seguito il girone B organizzato dal comitato regionale della regione Lazio.

### Squadre partecipanti
| Club                             | Città (provincia)       | Stadio                                                          | Stagione precedente                              |
| -------------------------------- | ----------------------- | --------------------------------------------------------------- | ------------------------------------------------ |
| U.S.D. Arce 1932                 | Arce (FR)               | Lino De Santis, Arce                                            | 3º posto in Eccellenza girone B                  |
| A.S.D. Astrea                    | Roma                    | Giuseppe Falcone, quartiere Casal del Marmo, Municipio Roma XIV | 4º posto in Eccellenza girone A                  |
| A.S.D. Atletico Lodigiani        | Monte Compatri (RM)     | Francesca Gianni, quartiere San Basilio, Municipio Roma IV      | -                                                |
| A.S.D. Atletico Vescovio         | Roma                    | Academy Sport Center, quartiere Bufalotta, Municipio Roma III   | 13º posto in Eccellenza girone A                 |
| A.S.D. Audace 1919               | Genazzano (RM)          | Le Rose, Genazzano                                              | 7º posto in Eccellenza girone B                  |
| A.S.D. Campus Eur 1960           | Roma                    | Mario Tobia, quartiere Ostiense, Municipio Roma VIII            | 9º posto in Eccellenza girone A                  |
| A.S.D. Casal Barriera            | Roma                    | Nicolino Usai, quartiere Pietralata, Municipio Roma IV          | 10º posto in Eccellenza girone A                 |
| A.S.D. Pol. Città di Paliano     | Paliano (FR)            | Piergiorgio Tintisona, Paliano                                  | 6º posto in Promozione Lazio girone D, ripescata |
| S.S. Formia Calcio A.S.D.        | Formia (LT)             | Comunale, Maranola                                              | 3º posto in Promozione Lazio girone D, ripescata |
| A.S.D. Gaeta 2010                | Gaeta (LT)              | Antonio Riciniello, Gaeta                                       | 1º posto in Promozione Lazio girone D, promossa  |
| S.S.D. Pol. Insieme Ausonia      | Ausonia (FR)            | Madonna del Piano, Ausonia                                      | 5º posto in Eccellenza girone B                  |
| Itri Calcio SSD ARL              | Itri (LT)               | Comunale, Itri                                                  | 6º posto in Eccellenza girone B                  |
| A.S.D. Morolo Calcio             | Morolo (FR)             | Arnaldo Marocco, Morolo                                         | 10º posto in Eccellenza girone B                 |
| U.S. Palestrina 1919 SSARLD      | Palestrina (RM)         | Antonio Sbardella "A", Palestrina                               | 2º posto in Promozione Lazio girone B, ripescata |
| A.S.D. Pontinia                  | Pontinia (LT)           | Riccardo Caporuscio "A", Pontinia                               | 2º posto in Promozione Lazio girone D, ripescata |
| A.S.D. Pro Cisterna LS Sermoneta | Cisterna di Latina (LT) | Bartolani, Cisterna di Latina                                   | -                                                |
| A.S.D. Sora Calcio 1907          | Sora (FR)               | Stadio Claudio Tomei, Sora                                      | 4º posto in Eccellenza girone B                  |
| A.S.D. Vis Sezze                 | Sezze (LT)              | Antonio Tasciotti, Sezze                                        | 1º posto in Promozione Lazio girone C, promossa  |

### Classifica finale
Fonte:
|  | Pos. | Squadra                   | Pt | G  | V  | N  | P  | GF | GS | DR  |
|  | ---- | ------------------------- | -- | -- | -- | -- | -- | -- | -- | --- |
|  | 1.   | Insieme Ausonia           | 50 | 25 | 15 | 8  | 3  | 50 | 19 | +31 |
|  | 2.   | Gaeta 2010                | 43 | 25 | 12 | 7  | 6  | 37 | 28 | +9  |
|  | 3.   | Palestrina                | 42 | 25 | 11 | 9  | 5  | 43 | 26 | +17 |
|  | 4.   | Sora                      | 40 | 25 | 11 | 7  | 7  | 35 | 31 | +4  |
|  | 5.   | Casal Barriera            | 40 | 25 | 13 | 1  | 12 | 34 | 36 | -2  |
|  | 6.   | Vis Sezze                 | 39 | 25 | 9  | 12 | 4  | 40 | 33 | +7  |
|  | 7.   | Pro Cisterna LS Sermoneta | 37 | 25 | 10 | 7  | 8  | 31 | 24 | +7  |
|  | 8.   | Astrea                    | 37 | 25 | 10 | 7  | 8  | 35 | 31 | +4  |
|  | 9.   | Arce                      | 33 | 25 | 9  | 6  | 10 | 36 | 41 | -5  |
|  | 10.  | Atletico Lodigiani        | 32 | 25 | 9  | 5  | 12 | 41 | 39 | +2  |
|  | 11.  | Morolo                    | 32 | 25 | 7  | 11 | 7  | 32 | 31 | +1  |
|  | 12.  | Audace                    | 31 | 25 | 7  | 10 | 8  | 32 | 33 | -1  |
|  | 13.  | Atletico Vescovio         | 29 | 25 | 7  | 8  | 10 | 28 | 39 | -11 |
|  | 14.  | Itri                      | 29 | 25 | 7  | 8  | 10 | 39 | 44 | -5  |
|  | 15.  | Campus Eur                | 29 | 25 | 9  | 2  | 14 | 42 | 52 | -10 |
|  | 16.  | Formia                    | 28 | 25 | 8  | 4  | 13 | 29 | 41 | -12 |
|  | 17.  | Paliano                   | 26 | 25 | 7  | 5  | 13 | 35 | 46 | -11 |
|  | 18.  | Pontinia                  | 15 | 25 | 2  | 9  | 14 | 23 | 48 | -25 |

Legenda:
      Promossa in Serie D 2020-2021.
      Retrocesse in Promozione Lazio 2020-2021.
Regolamento:
Tre punti a vittoria, uno a pareggio, zero a sconfitta.
In caso di arrivo a pari punti vale la classifica avulsa (escludendo il 1º, il 2º ed il 17º posto, per i quali è previsto uno spareggio).
Note:
Il Pontinia è stato poi ripescato in Eccellenza Lazio 2020-2021 per allargamento delle squadre partecipanti.

### Risultati

#### Tabellone
I match non disputati sono tutti stati annullati, come deciso dal Consiglio Federale della FIGC, a causa della pandemia di COVID-19.
|                           | Arc  | Ast  | ALo  | AVe  | Aud  | CEu  | CBa  | For  | Gae  | IAu  | Itr  | Mor  | Pal  | Pln  | Pon  | Pro  | Sor  | VSe  |
| ------------------------- | ---- | ---- | ---- | ---- | ---- | ---- | ---- | ---- | ---- | ---- | ---- | ---- | ---- | ---- | ---- | ---- | ---- | ---- |
| Arce                      | –––– | n.d. | n.d. | 3-1  | n.d. | 2-1  | 0-2  | 0-0  | 0-2  | n.d. | 2-0  | 2-2  | 1-1  | n.d. | 4-3  | 1-0  | n.d. | 2-1  |
| Astrea                    | 2-2  | –––– | 1-0  | 1-0  | 1-3  | 2-1  | 2-0  | n.d. | 0-1  | 1-0  | 3-1  | 1-2  | 3-4  | 2-0  | n.d. | n.d. | 3-1  | 1-1  |
| Atletico Lodigiani        | 3-2  | n.d. | –––– | 5-1  | n.d. | n.d. | 4-0  | 1-1  | 0-1  | 0-2  | 3-4  | 3-2  | 1-1  | 4-1  | n.d. | 3-1  | n.d. | 1-2  |
| Atletico Vescovio         | 0-2  | n.d. | 2-2  | –––– | 1-1  | 2-0  | 1-0  | 1-0  | 1-1  | n.d. | n.d. | n.d. | 1-0  | n.d. | 2-0  | 1-1  | 2-2  | 1-1  |
| Audace                    | 3-0  | n.d. | 1-1  | 5-2  | –––– | 0-0  | 1-2  | n.d. | 2-2  | n.d. | 1-2  | 0-1  | 1-4  | 3-1  | 1-0  | 1-2  | n.d. | 0-0  |
| Campus Eur                | 2-3  | 3-0  | 2-1  | n.d. | 2-1  | –––– | n.d. | 1-2  | 2-3  | 3-3  | 4-5  | 2-1  | n.d. | n.d. | 3-2  | 1-0  | 4-1  | 2-3  |
| Casal Barriera            | 2-1  | n.d. | 1-0  | 2-1  | n.d. | 5-1  | –––– | 0-1  | 3-0  | n.d. | 3-2  | n.d. | 1-0  | n.d. | 3-2  | 0-3  | n.d. | 0-1  |
| Formia                    | 4-3  | 2-4  | 1-0  | 0-3  | 1-0  | n.d. | 1-2  | –––– | n.d. | 1-2  | 1-0  | 0-1  | 1-3  | 2-1  | n.d. | 1-3  | n.d. | n.d. |
| Gaeta 2010                | n.d. | 0-1  | 0-1  | n.d. | 1-1  | 2-0  | n.d. | 1-0  | –––– | 1-3  | 1-1  | 3-2  | 2-2  | 2-0  | 2-0  | 1-2  | 2-2  | 2-1  |
| Insieme Ausonia           | 2-0  | 3-2  | 0-1  | 3-1  | 5-0  | 4-0  | 3-0  | n.d. | 3-0  | –––– | n.d. | 0-0  | 0-0  | 1-1  | 5-1  | n.d. | n.d. | 5-2  |
| Itri                      | 3-2  | 2-2  | n.d. | 0-0  | 0-0  | n.d. | 2-3  | 4-5  | n.d. | 1-1  | –––– | 0-0  | n.d. | 3-0  | 1-0  | 2-1  | 0-1  | n.d. |
| Morolo                    | 1-1  | 0-0  | n.d. | 3-1  | 1-1  | n.d. | 2-2  | 2-1  | n.d. | 0-1  | n.d. | –––– | 2-1  | 2-0  | 1-1  | n.d. | 1-1  | 1-3  |
| Palestrina                | 3-0  | 2-1  | n.d. | n.d. | 1-1  | 2-1  | 2-0  | 3-3  | n.d. | n.d. | 3-0  | n.d. | –––– | n.d. | 0-0  | 0-0  | 2-0  | 2-2  |
| Paliano                   | 2-0  | 0-2  | 4-2  | 1-2  | 1-1  | 2-3  | n.d. | n.d. | 0-4  | 1-1  | n.d. | n.d. | 0-2  | –––– | 5-1  | n.d. | 1-2  | 2-2  |
| Pontinia                  | n.d. | 0-0  | 2-2  | 1-1  | n.d. | 0-2  | n.d. | 1-0  | 1-3  | 1-1  | 3-3  | 1-1  | 1-0  | 1-4  | –––– | 1-3  | 0-1  | n.d. |
| Pro Cisterna LS Sermoneta | 0-0  | 2-1  | 3-0  | 2-0  | 0-1  | n.d. | 2-1  | 0-0  | n.d. | 1-2  | 2-1  | 1-1  | n.d. | 0-2  | n.d. | –––– | 0-0  | n.d. |
| Sora                      | n.d. | 1-1  | 2-3  | 3-0  | 2-3  | 3-2  | 2-0  | 1-0  | n.d. | 1-0  | 1-1  | 2-1  | 2-0  | 1-2  | n.d. | 2-1  | –––– | n.d. |
| Vis Sezze                 | n.d. | 1-1  | 2-0  | n.d. | n.d. | 3-0  | n.d. | 4-1  | 0-0  | 0-0  | 2-1  | 3-2  | 2-5  | 2-2  | 0-0  | 1-1  | 1-1  | –––– |